# DJ Large
Jan Mattias Hedbom, mest känd som DJ Large och Large Vegas, född den 18 september 1979 i Uppsala, var DJ och musikproducent för den svenska rap-pionjären Organism 12 och medlem i gruppen Mobbade barn med automatvapen.
Som producent och scen-Dj fick Hedbom som “”Dj Large”” sitt internationella genombrott (2004 när han skrev musiken till och producerade Promoes stora hitlåt ”These walls don't lie”.
Hedbom har givit ut ett antal mixtapes, bland annat Mitt sjunde sinne och Bananmixtapet (2006) tillsammans med Petter, Garotta Di Ansjovis tillsammans med Organism 12 och sitt eget Sounds Of Sweden Vol.1. Han medverkar också på Promoes album White Man's Burden.
DJ Large utsågs till Årets DJ vid Kingsizegalan 2012.
Hedbom har under tre år haft uppdraget att underhålla och värma publiken på Melodifestivalens alla deltävlingar samt finalen på Friends Arena. Tillsammans med bland andra Kodjo Akolor, Nassim Al Fakir & Emma Knyckare.
Idag, 2019, arbetar Hedbom som musikprodcent, scenunderhållare, och DJ på så väl stora evenemang som privata fester och bröllop.